# Pogonomyrmex vermiculatus
Pogonomyrmex vermiculatus är en myrart som beskrevs av Carlo Emery 1906. Pogonomyrmex vermiculatus ingår i släktet Pogonomyrmex och familjen myror.

## Underarter
Arten delas in i följande underarter:
- P. v. chubutensis
- P. v. vermiculatus

## Bildgalleri

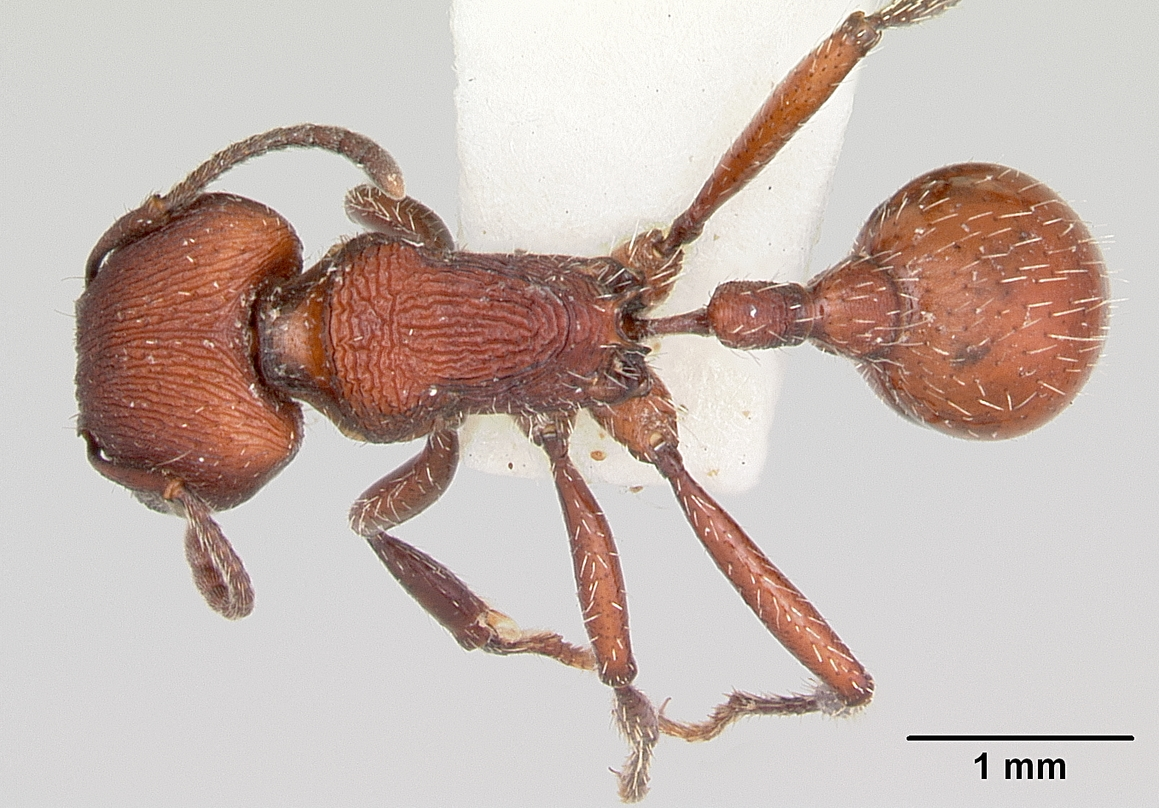
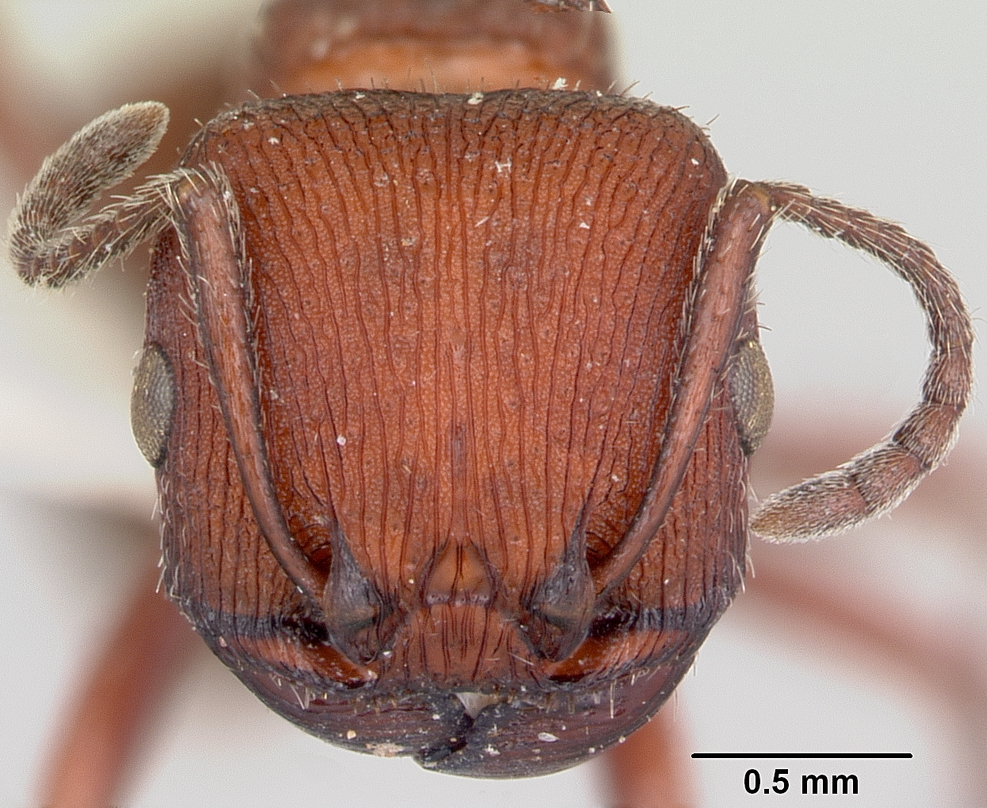
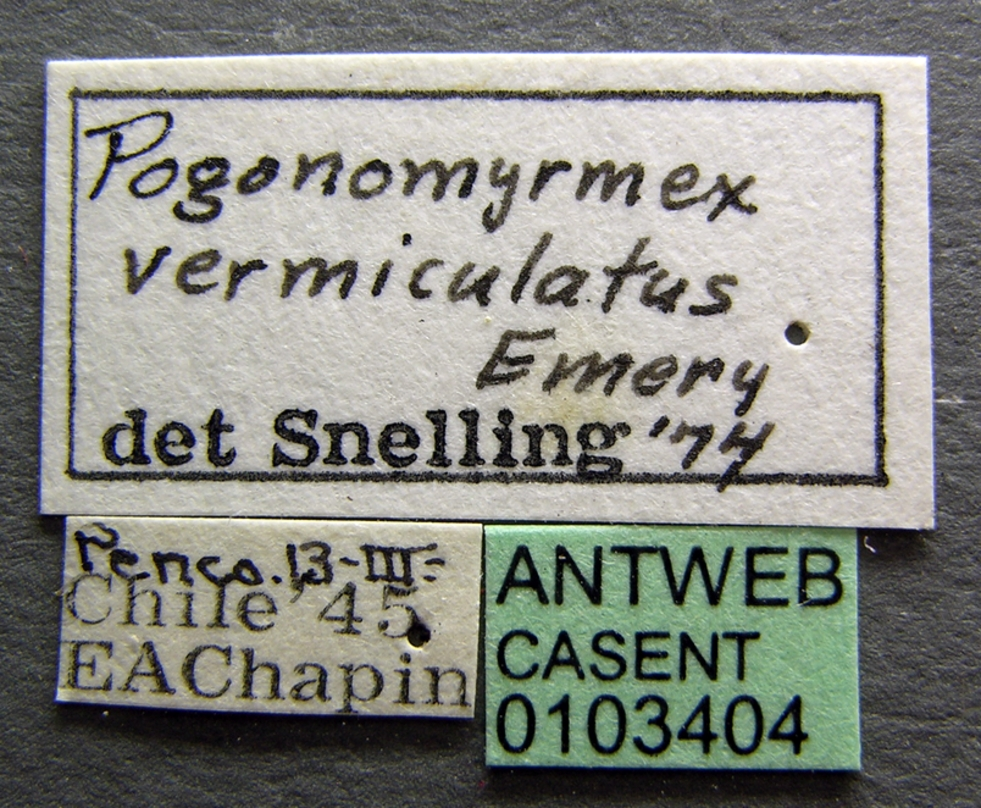
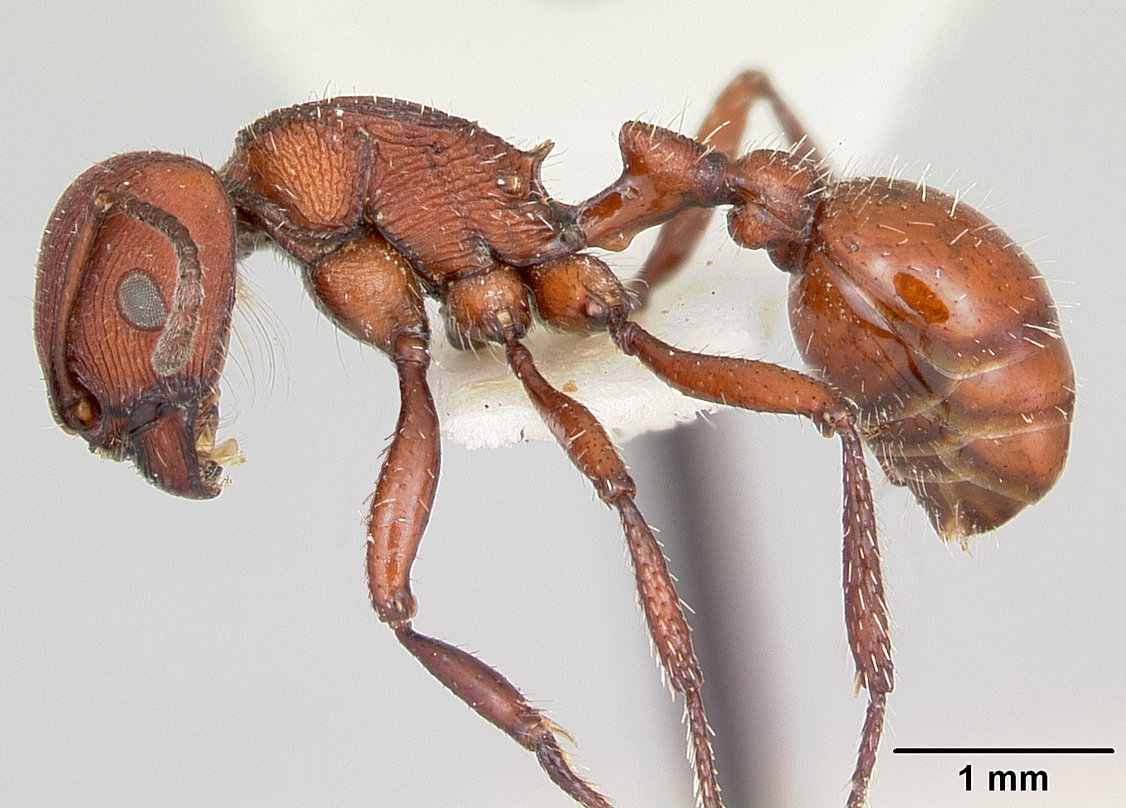
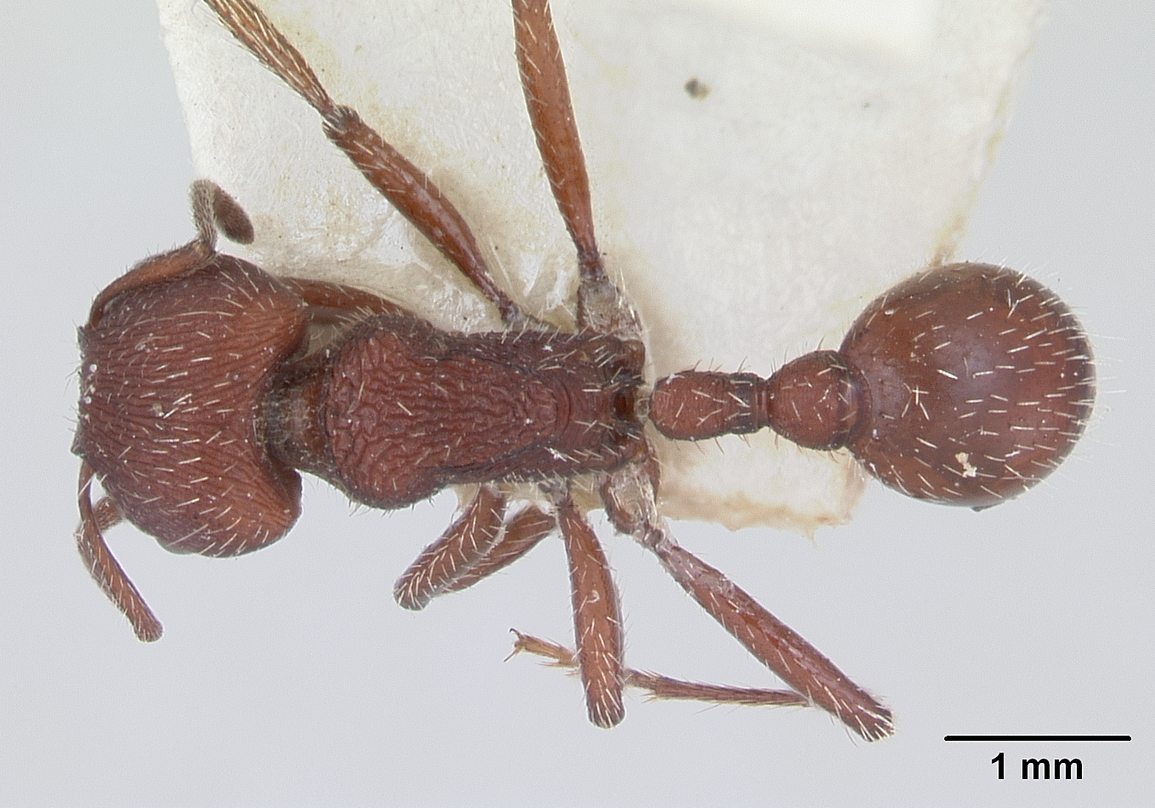
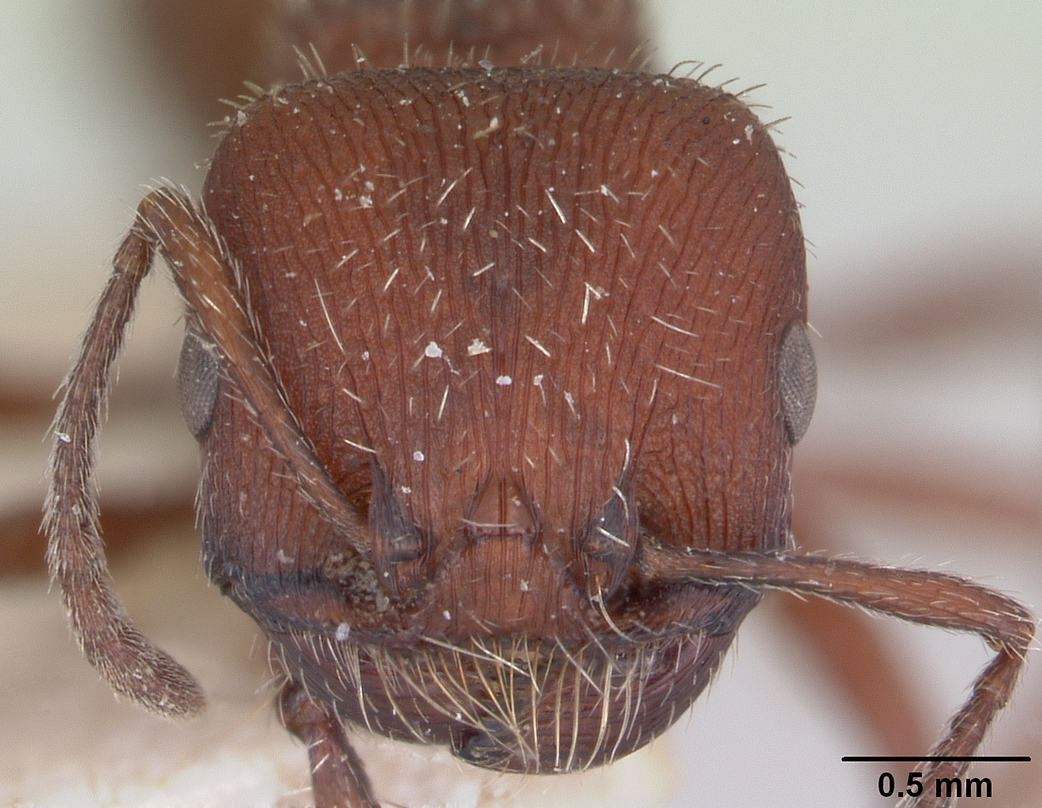